# Erik Tawaststjerna
Erik Werner Tawaststjerna (10 de octubre de 1916 – 22 de enero de 1993) fue el musicólogo finlandés más conocido de su generación. Fue además pianista, pedagogo, crítico y biógrafo de Jean Sibelius.

## Biografía
Erik Werner Tawaststjerna nació en Mikkeli, gran ducado de Finlandia en 1916. Realizó sus estudios de piano con Ilmari Hannikainen, K. Bernhard, Heinrich Leygraf, Heinrich Neuhaus, Alfred Cortot y Jules Gentil. Su carrera concertística comenzó en 1943, y se limitó a tocar en Escandinavia, Viena y la Unión Soviética, tras lo cual se convirtió en un profesor privado. Ocupó puestos en la Secretaría de Prensa y Asuntos Culturales del Ministerio de Asuntos Exteriores de Finlandia, de 1948 a 1960. Su tesis doctoral de la Universidad de Helsinki , en 1960 versó sobre las obras para piano de Jean Sibelius; fue profesor de musicología allí de 1960 a 1983.
Su magnum opus es la biografía de Sibelius, amigo íntimo suyo. Utilizó una gran cantidad de material personal hasta entonces no disponible, como cartas y diarios privados, a los que tuvo acceso sin restricciones. Escrita originalmente en sueco, fue publicado por primera vez en cinco volúmenes en finlandés; posteriormente fue traducida a diversos idiomas: cinco volúmenes en sueco; tres en inglés (traducido por Robert Layton); y una versión abreviada en un único volumen en ruso. Fue galardonado con el Premio Finlandia. El germen de esta obra es la biografía de Sibelius de 1959 escrita por Harold E. Johnson que creó un gran escándalo en Finlandia, y causó que la familia de Sibelius encargara a Tawaststjerna escribir una biografía más equilibrada.
También participó como miembro del jurado de concursos internacionales de piano (Concurso Internacional Chaikovski 1970, 1974; Concurso de Río de Janeiro 1973; Concurso Ravel 1975), y fue crítico de música de los principales periódicos finlandeses. Tawaststjerna escribió también sobre Serguéi Prokófiev, pero fue incapaz de completar una gran biografía de Dmitri Shostakóvich antes de su muerte. Murió en Helsinki en 1993, a la edad de 76 años.
Su hijo Erik T. (Thomas) Tawaststjerna (nacido el 8 de junio de 1951 en Helsinki) es también un pianista y pedagogo, que enseña en la Academia Sibelius en Helsinki. Ha grabado un integral completo de la obra de piano original de Sibelius. Dirigió el estreno en Finlandia de la Segunda sinfonía de Leonard Bernstein en 1981.